# 우리아 (열왕기)
우리아(Uriah, 히브리어: אורייר כין, 로마자 표기: ʾŪrīyyā haKōhēn)는 열왕기에 나오는 이스라엘의 인물로, 아하즈 통치 기간에 대제사장으로 섬겼다.

## 신분
세데르 올람 주타(Seder Olam Zutta)에 따르면 우리아는 사독 제사장 계열 출신이 아닌 대제사장으로 확인된다. 동일한 속성에 따르면 우리아는 요탐의 아들이었고, 대제사장직의 상속자인 우리아의 아들은 호사야였다. 다윗은 우리아를 사독 자손의 제사장 계열에서 아마랴(II)와 동일시하고, 우리아의 아버지를 아사랴로 기재하고, 그에게 아히투브라는 아들이 있는 것으로 기재한다.
그는 플라비우스 요세푸스에 의해 "Urias"로 언급되고 세데르 올람 주타에 의해 "Urijah"로 언급된다.

## 생애
이븐 에즈라(Ibn Ezra)와 시타델스(Citadels)에 따르면 기원전 738년에 우리아는 충실한 증인으로서 이사야의 예언에 서명했는데, 이는 아마도 그가 정의롭다고 인식했기 때문일 것이다(현자들은 이사야서에서 우리아를 선지자 우리아와 동일시함). 같은 해에 아하(Aha)는 그에게 명령하여 그가 다메섹에서 본 제단의 모형대로 성전에 제단을 쌓으라 하였다. 우리아가 그 건축을 감독하여 아하스가 다메섹에서 예루살렘으로 돌아왔을 때에 제단이 완성되었다. 그는 우리아에게 모든 제물을 새 제단에 바치라고 명령했고, 우리아는 대제사장으로 재직하는 동안 그렇게 했다.